# Clive Murray
Clive Murray (ur. 5 grudnia 1990) – piłkarz grenadyjski grający na pozycji napastnika. Jest wychowankiem klubu Paradise FC.

## Kariera klubowa
Karierę piłkarską Murray rozpoczął w klubie Paradise FC. W jego barwach zadebiutował w 2010 roku w pierwszej lidze grenadyjskiej i od czasu debiutu jest jego podstawowym zawodnikiem.

## Kariera reprezentacyjna
W reprezentacji Grenady Murray zadebiutował 27 marca 2011 roku w zremisowanym 0:0 towarzyskim meczu z Saint Kitts i Nevis. 27 maja 2011 roku w towarzyskim spotkaniu z Antiguą i Barbudą (2:2) zdobył swoje pierwsze 2 gole w kadrze narodowej. W 2011 roku został powołany do kadry na Złoty Puchar CONCACAF 2011.